# Jason Kidd

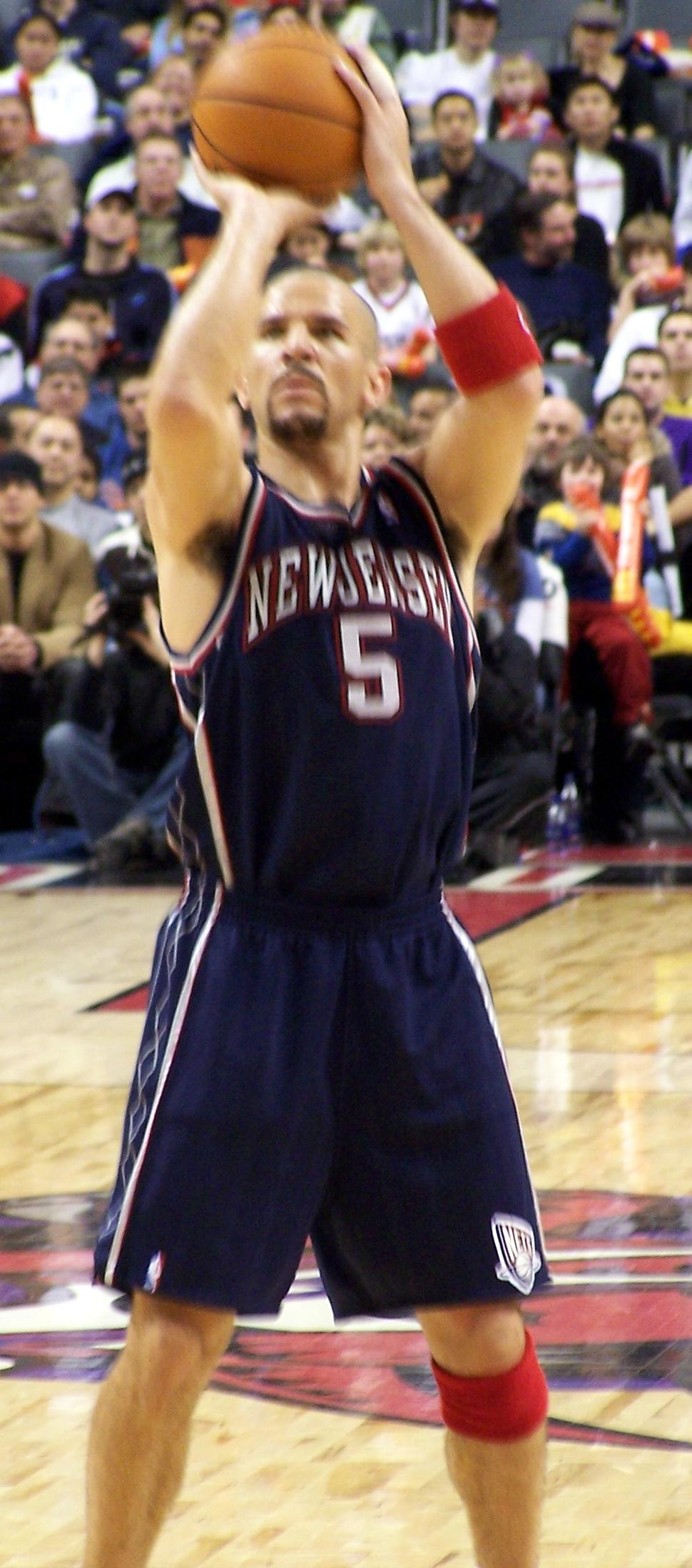
Kidd bij de Nets

Jason Frederick Kidd (San Francisco, 23 maart 1973), bijgenaamd J-Kidd, is een ex-basketbalspeler en coach van de Dallas Mavericks. Kidd is een point-guard en werd opgenomen in een lijst van de zestig beste NBA- spelers aller tijden.

## Biografie
Kidd groeide op in de omgeving van Oakland, waar hij als kind speelde met onder andere collega-pointguard Gary Payton. Nadat hij het high school-team St. Joseph Notre Dame naar twee staatskampioenschappen leidde, kreeg hij een beurs aangeboden door Berkeley, University of California. Als startende pointguard deed hij het op college niveau zo goed dat hij als tweede-jaars, werd geselecteerd voor het eerste All-American team.
In 1994 deed Kidd mee met de NBA draft. Hier werd hij als tweede overall gekozen door de Dallas Mavericks (Glenn Robinson was dat jaar de eerste draft pick). Gedurende zijn eerste jaar had hij gemiddelden van 11.7 punten, 5.4 rebounds en 7.7 assists per wedstrijd. In ditzelfde jaar werd hij dan ook samen met Grant Hill van de Detroit Pistons verkozen tot rookie of the year. Na twee jaar voor de Mavericks te hebben gespeeld werd J-kidd geruild naar de Phoenix Suns, waar hij vijf seizoenen achter elkaar de Suns naar de play-offs leidde. Na het vijfde seizoen vond er een trade plaats tussen de Suns en de New Jersey Nets waarbij het aanvallende talent, Stephon Marbury, naar Phoenix ging en Kidd naar de toen matig presterende Nets. Door de komst van Kidd maakten de Nets een totale verandering door. Het team dat eerder in de onderste regionen van de NBA-ranglijsten te vinden was, werd een serieuze kandidaat voor het kampioenschap.
Na zeven jaar bij de Nets vertrok Kidd naar Dallas om daar opnieuw voor de Mavericks te gaan spelen. In 2011 werd Kidd NBA-kampioen, door met de Mavericks in de finale te winnen van de Miami Heat. Zijn laatste seizoen speelde hij voor de New York Knicks. Daarna werd hij vrijwel direct aangenomen als hoofd coach bij de club waar hij eerder furore maakte, de inmiddels naar Brooklyn verhuisde Nets.
Zo stond hij één seizoen aan het hoofd van de Brooklyn Nets en van 2014 tot 2018 leidde hij de Milwaukee Bucks. In 2019 tekende hij als assistent trainer bij de Los Angeles Lakers. Op 12 oktober pakte hij zo zijn tweede NBA titel.

## Persoonlijk leven
Kidd heeft drie kinderen met zijn vrouw Joumana (Trey Jason, en een tweeling Miah en Jazelle). Samen met zijn vrouw heeft hij de Jason Kidd Foundation opgezet die zich inzet voor onderbedeelde kinderen met gezondheidsproblemen.
0 Marion ·
2 Kidd ·
3 Beaubois ·
4 Butler ·
6 Chandler ·
11 Barea ·
13 Brewer ·
16 Stojaković ·
20 Jones ·
28 Mahinmi ·
31 Terry ·
33 Haywood ·
35 Cardinal ·
41 Nowitzki ·
92 Stevenson ·
Coach Carlisle
- Library of Congress Control Number: n96122899
- MusicBrainz: fd36554d-d6e7-48cd-b514-bc550646240f
- Virtual International Authority File: 9120912
- WorldCat: E39PBJcWtJb9bp4T6RP9KWyWXd